# JOTA (site)
JOTA.info é um veículo de imprensa independente. Foi fundado por jornalistas especializados no acompanhamento jurídico e institucional do Brasil. Em 2019, foi eleito a melhor startup de mídia digital do mundo. Os outros dois concorrentes ao prêmio foram a startup americana Axios e o site Abacus, ligado ao South China Morning Post, de Hong Kong. O foco inicial de cobertura foi o Poder Judiciário, mas ao longo dos últimos quatro anos a empresa expandiu sua atuação ao âmbito institucional, com coberturas no Conselho Administrativo de Recursos Fiscais (Carf), Conselho Administrativo de Defesa Econômica (Cade), Comissão de Valores Mobiliários (CVM) e Anvisa. A empresa ainda conta com setoristas no Congresso Nacional, acompanhando o dia a dia do Legislativo. 

## História
O JOTA.info foi ao ar em setembro de 2014, por fundado por Felipe Recondo e Felipe Seligman, que eram concorrentes de cobertura de Supremo Tribunal Federal (STF) nos jornais O Estado de S. Paulo e Folha de S.Paulo, respectivamente.  [carece de fontes?]
Em 3 de fevereiro de 2016, o JOTA firmou uma parceria com o portal UOL, com estreia em 25 de fevereiro do mesmo ano.
O nome do blog "JOTA" se refere à escrita e pronúncia da primeira letra do tema principal tratado: "J" de JUSTIÇA, Justiça se escreve com JOTA, essa foi a inspiração para os criadores nomeá-lo como Jota, mostrando desde a escolha do nome que inovariam e trariam algo diferente do convencional.

### Furos jornalísticos
MP-SP pede prisão de Lula
No dia 10 de março, o JOTA.info foi o site responsável por dar, no jargão jornalístico, o "furo" do pedido de prisão do ex-presidente Luiz Inácio Lula da Silva pelos promotores de Justiça do Ministério Público de São Paulo. 
Vídeo do ex-presidente do Brasil Lula
A Revista Época publicou uma reportagem em 5 de março de 2016 que fala sobre um vídeo publicado pela deputada federal do PCdoB Jandira Feghali gravado em 4 de março de 2016, onde é possível ver o ex-presidente Luiz Inácio Lula da Silva desabafando com xingamentos sobre possivelmente processos em que é investigado. O vídeo na reportagem foi citado como tendo sido divulgado por JOTA.